# Prêmio Michael Brin em Sistemas Dinâmicos
O Prêmio Michael Brin em Sistemas Dinâmicos (em inglês:  Michael Brin Prize in Dynamical Systems), abreviadamente Prêmio Brin, é concedido a matemáticos que contribuíram com avanços extraordinários na área de sistemas dinâmicos no período de 14 anos depois da obtenção de um doutorado. O prêmio é patrocinado e denominado em memória de Michael Brin, cujo filho Sergey Brin é o cofundador do Google. Michael Brin é um matemático aposentado da Universidade de Maryland e especialista em sistemas dinâmicos.
O primeiro prêmio foi concedido em 2008. Artur Avila, o premiado de 2011, recebeu depois a Medalha Fields em 2014.

## Recipientes
- 2008 Giovanni Forni "for his work on area-preserving flows".[5][6][7]
- 2009 Dmitry Dolgopyat "for his work on rapid mixing of flows".[8][9][10][11]
- 2011 Artur Avila "for his work on Teichmüller dynamics and interval-exchange transformations".[12][13][14]
- 2013 Omri Sarig "for his work on the thermodynamics of countable Markov shifts".[15][16][17]
- 2015 Federico Rodriguez Hertz "for his work on geometric and measure rigidity and on stable ergodicity of partially hyperbolic systems".[18][19][20]
- 2017: Lewis Bowen "for creation of entropy theory for a broad class of non-amenable groups and solution of the long standing isomorphism problem for Bernoulli actions of such groups".
- 2018: Michael Hochman "for his work in ergodic theory and fractal geometry".
- 2019: Sébastien Gouëzel "for his work on the spectral theory of transfer operators and statistical properties of hyperbolic dynamical systems and random walks on hyperbolic groups".[21]